# 마담 클로드
페르낭드 그뤼데(프랑스어: Fernande Grudet, 1923년 7월 6일 ~ 2015년 12월 19일) 혹은 마담 클로드(Madame Claude)는 프랑스의 성매매 포주였다. 1960년대 그녀는 사회 유명 인사나 공직인들을 상대하는 프랑스의 콜걸계 네트워크의 수장이였다.